# Milagros: Una osa extraordinaria
Milagros: Una osa extraordinaria es una película animada de comedia y aventura peruana de 2023, dirigida por Eduardo Schuldt y escrita por Sandro Ventura. Está basada en el libro del mismo nombre del escritor y político Hernán Garrido Lecca. El filme se estrenó en las salas de cine peruanas el 27 de julio del 2023.

## Sinopsis
Milagros es una osa de anteojos que habita en la Amazonía peruana y que tiene una gran inteligencia, al punto de poseer la capacidad de entender el idioma de los humanos. Junto con algunos de sus amigos, tendrá la misión de enfrentarse a los desafíos propios de la naturaleza y a la tremenda crueldad del hombre con el objetivo de preservar su especie y salvar su ecosistema.

## Reparto
- Melany Segura como Milagros
- Nicole Valera como Yana Yana
- Ann Giraldo como Zorrito
- Genaro Vásquez como Payaso[6]

## Producción y estreno
De acuerdo con el director, la realización del filme tomó cerca de dos años, y su etapa de producción se extendió por seis meses. Estrenada el 27 de julio de 2023 en las salas de cine del Perú, la cinta fue producida por la compañía Chaska Entertainment y fue certificada como la primera película animada Climate Positive del mundo, por «haber seguido rigurosamente los procedimientos y estándares globales de acción climática establecidos por la Organización de las Naciones Unidas». Para agosto de 2023, el filme ya había superado los 80 mil espectadores en su paso por los cines del Perú, de acuerdo con el periódico Perú21.